# Michele Guanti
Michele Guanti (Matera, 1º novembre 1915 – Matera, 29 marzo 2013) è stato un politico italiano.

## Biografia
Dal 1948 al 1956 fu segretario generale della Camera del Lavoro provinciale CGIL di Matera.
Esponente del Partito Comunista Italiano, fu presidente della Provincia di Matera per due legislature negli anni sessanta e settanta.
Ricordato per il suo impegno meridionalista e per l'azione nel campo delle politiche lavorative mediante l'avvio di cooperative giovanili, fu eletto al Senato della Repubblica per due legislature, rimanendo in carica dal 1963 al 1972; fu membro di diverse commissioni, è stato anche Segretario della Commissione permanente ai Lavori Pubblici, Trasporti, Poste e Telecomunicazioni e Marina Mercantile.
Morì all'età di 97 anni nel marzo 2013.